# Lakeside Park
Lakeside Park – trzeci utwór z albumu Caress of Steel kanadyjskiego trio progresywnego. Utwór skomponowali Geddy Lee oraz Alex Lifeson, słowa napisał Neil Peart. Inspiracją do napisania przez niego tekstu był czas spędzany w parku w St. Catharines, gdzie za młodu pracował. 
Utwór został wydany w 1976 roku jako singel.